# Транзисторний ключ
Транзи́сторний ключ — пристрій, який під впливом деякого керуючого сигналу комутує електронні кола.
Ключі на польових транзисторах використовуються для комутації як аналогових, так і цифрових сигналів, причому комутатори аналогових сигналів виконують на польових транзисторах з керуючим p-n-переходом або МОН-транзисторах з індукованим каналом. В цифрових схемах застосовують лише МОН-транзистори з індукованим каналом.
Ключі на польових транзисторах мають незначну залишкову напругу. За рахунок того що вихідні характеристики польових транзисторів проходять через початок координат з'являється можливість комутувати слабкі сигнали (в одиниці мікровольт і менше).

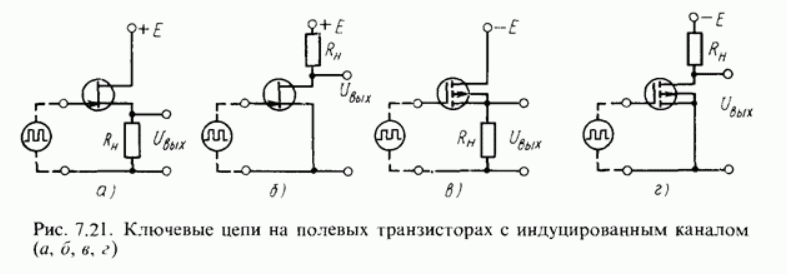
Ключові кола на польових транзисторах з індукованим каналом

## Особливості
Ключі на польових транзисторах мають певні характеристики:
1. Малу залишкову напругу на ключі, який знаходиться в провідному стані;
2. Високий опір в непровідному стані і, як наслідок, малий струм, протікаючий через транзистор, канал якого перекритий;
3. Малу потужність, споживану від джерела керуючої напруги;
4. Хорошу електричну розв'язку між колами керування і комутованого сигналу, що дозволяє обійтись без трансформатора в колі керування
5. Можливість комутації електричних сигналів дуже малого рівня (порядку мкВ)

## Аналогові ключі на польових транзисторах
Як аналогові ключі часто використовують польові транзистори, особливо МОН-транзистори. Їм властиві такі параметри як малий опір в провідному (ввімкненому) стані при будь-якій напрузі сигналу аж до 50 В, високий опір в режимі відсічки (вимкненому), малі струми витіку і мала ємність. Вони роблять польові транзистори ідеальними транзисторами, керованими напругою, для аналогових сигналів.
Ідеальний аналоговий ключ веде себе як досконалий механічний вимикач: у ввімкненому стані пропускає сигнали до загрузки без послаблень або нелінійних спотворень, у вимкненому — веде себе як розімкнений ланцюг.
Розглянемо приклад

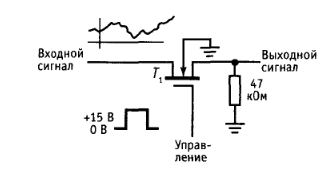
Рис. 2 T1 – n-канальний МОН-транзистор збагаченого типу

Рис. 2 T1 — n-канальний МОН-транзистор збагаченого типу, не проводить струм при заземленому затворі чи при від'ємній напрузі затвора. В цьому стані опір витік-стік Rвимк, зазвичай більше 10 000 МОм і сигнал не проходить через ключ. Подача на затвор напруги +15В приведе канал стік-витік в провідний стан з опором від 25 до 100 Ом Rвкл для польового транзистора, використовуваних як аналогові ключі. Схема не критична до значення рівня сигналу на затворі, оскільки він суттєво позитивніший, чим це необхідно для підтримки малого Rвкл, тому його можна задавати від логічних схем. Ключ на польовому транзисторі — двонаправлений пристрій, тобто він може пропускати сигнали в обидві сторони.
Наведена схема буде працювати при позитивних сигналах не вище 10В; при вищому рівні сигналу напруги на затворі буде не достатньо щоб утримати польовий транзистор в стані провідності . (Rвкл починає рости); від'ємні сигнали викличуть ввімкнення польового транзистору при заземленому затворі.
Для будь-якого ключа на польових транзисторах опір завантаження має бути в діапазоні від 1 до 100 кОм, щоб запобігти ємнісному проходженню вхідного сигналу у вимкненому стані, яке мало б місце при великому опорі. Опір навантаження обирається компромісним. Малий опір зменшить ємність витоку, але викличе послаблення вхідного сигналу через подільник напруги, утвореного опором провідного польового транзистору Rвкл і опором навантаження. Так як Rвкл змінюється зі змінами вхідного сигналу це послаблення призведе до небажаної нелінійності. Занадто низький опір загрузки проявить і на вході ключа, навантажуючи джерело вхідного сигналу.
Приваблива альтернатива — застосування ще одного ключа, закорочуючого вихід на змелю, якщо послідовно ввімкнений польовий транзистор знаходиться у вимкненому стані, таким чином формується однополюсний ключ на два напрями.

## Аналогові ключі на КМОН
Якщо виникає необхідність перемикати сигнали, порівнянні по величині з напругою живлення, приведена вище схема працювати не буде, тому що при піковому значенні сигналу затвор не буде мати зміщення в прямому напрямі. Перемикання таких сигналів забезпечують перемикачі на комплементарних МОН-транзисторах. Трикутник на схемі — це цифровий інвертор, який перетворить вискокий рівень вхідного сигналу в низький рівень вихідного і навпаки. При високому рівні керуючого сигналу T1 пропускає сигнали з рівнями від землі до Ucc без декількох вольт (при більш високих рівнях сигнал Rвкл починає рости). Аналогічно T2 при заземленому затворі пропускає сигнал з рівнями від Ucc до значення на декілька вольт вище рівня землі. Таким чином всі сигнали в діапазоні від землі до Ucc проходять через схему з малим опором. Перемикання керуючого сигналу на рівень землі запирає обидва польові транзистори, роз'єднуючи ланцюг. В результаті виходить аналоговий перемикач для сигналів в діапазоні від землі до Ucc.

## Перехідні характеристики

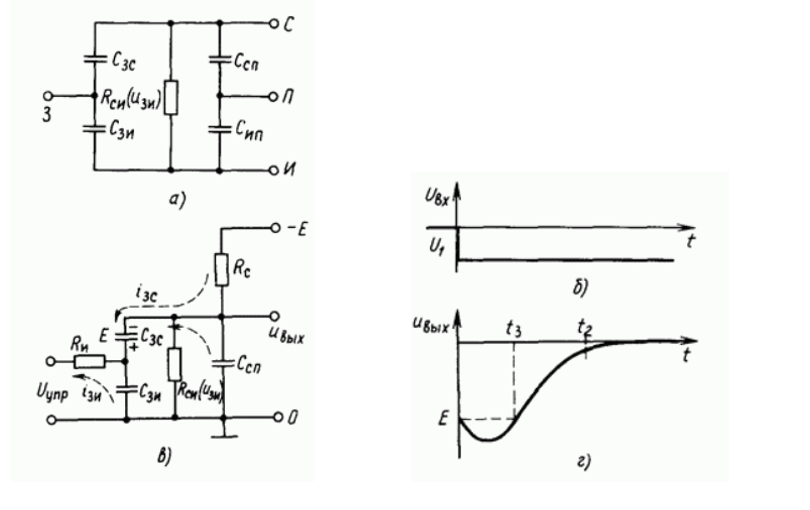
Рис. 3 Спрощена еквівалентна схема МОН-транзистора (а); еквівалентна схема ключа (б); діаграма змін вхідної і вихідної напруг при відпиранні транзисторного ключа (в)

Перехідні процеси в ключах на польових транзисторах різних типів мають спільні елементи і розрізняються лише другорядними деталями. В основному вони обумовлені перезарядкою міжелектродних ємностей, які є нелінійними і залежать від напруг між електродами транзистора. При цьому для спрощення зазвичай нехтують часом прольоту носіїв заряду через канал який достатньо малий.
Для прикладу буде використана схема ключа рис. 1,г. Еквівалента схема ключового ланцюга має вигляд, показаний на рис. 3,а
Припустимо, що ключ керується напругою, яка змінюється східчасто від eупр1 = 0 до eупр2 = -U1, причому U1 > UЗИпор. Тоді при eупр1 = 0 транзистор закритий і напруга на Cзи рівна нулю. Напруга на конденсаторах Cзс и Cсп близька до напруги джерела живлення E.
При подачі на вхід стрибка напруги -U1 (рис. 3,б) розпочнеться перехідний процес відпирання транзисторного ключа. Так як джерело керуючого сигналу має кінцевий внутрішній опір Rи, то в перший момент часу напруга затвора Uзв не зміниться а через резистор Rи потече деякий струм.
Якщо Cзс=Cзи, то рівні їх струми, так як напруга на ємностях в перший момент часу залишається незмінною. Струми iзи та iзс (рис. 3,в) почнуть перезаряжати конденсатори Cзс, Cзи. Вихідна напруга через додатковий спад напруги на резисторі Rc і заряду ємності CспТекст нижнього індексу збільшується по моделю, стаючи від'ємною (рис. 3,г). Тобто вхідні ємності створюють викид напруги у вхідному ланцюгу, пропорційний сигналу керування. Проте наявність ємності Cсп призводить до того, що викид проявляється не стрибком, а зростає по мірі заряду конденсатора Cсп. Як тільки напруга на конденсаторі Cзи досягне порогової напруги, транзистор відкриється і струм заряду конденсатора Cзс почне йти до ланцюга каналу. При цьому струм iзс збільшується. Це призводить до швидкого наростання модуля напруги на затворі і відповідному пониженню вихідної напуги. Наявність зарядженого конденсатора Cсп затягує прехідний процес, так як частина струму каналу йде на перезарядку ємності цього конденсатору.
Таким чином напруга на вході транзисторного ключа зменшиться по модулю відносного свого значення в статичному режимі тільки через проміжок часу tз (час затримки)
По мірі заряду конденсаторів Cзс, Cзи модуль напруги на затворі збільшиться, а опір каналу зменшиться. Відповідно зменшується модуль вихідної напруги. Якщо U1 досить велике по модулю, а ємність Cсп значна, що має місце при ємнісному навантаженні ключа, то при деякому значенні напруги U1 опір каналу практично перестає змінюватись. Транзистор стає повністю відкритим. Але якщо ємність Cсп, до якої відносим і ємність навантаження, велика, то за час t2 вона не встигне розрядитись до значення напруги, відповідного статичному режиму (uвих≈0 при досить високому Rc).
Транзистор виявиться в області, коли опір його каналу квазіпостійний, а напруга на електродах змінюється через тривалу розрядку конденсатора Cсп. По мірі розряду конденсатора Cсп, з постійною часу τ≈CспRси отк min вихідна напруга прямує до нуля і перехідний процес відкривання транзисторного ключа закінчується. При цьому Cзс, Cзи заряджені до напруги -U1, а напруга на ємності Cсп близька до нуля.
Таким чином, процес відкривання польового транзистора супроводжується проникненням в комутоване коло імпульсу напруги, пропорційного керуючому сигналу, який затримує момент початку зміни в необхідну сторону вихідної напруги транзисторного ключа і змінює форму вихідного сигналу.
При запиранні транзисторного ключа на вхід подають додатній перепад напруги так, щоб |Uзи|<|UЗИпор|. (в даному випадку Uзи=0). Розподіл потенціалів в схемі в момент подачі замикаючої напруги на рис. 4,а

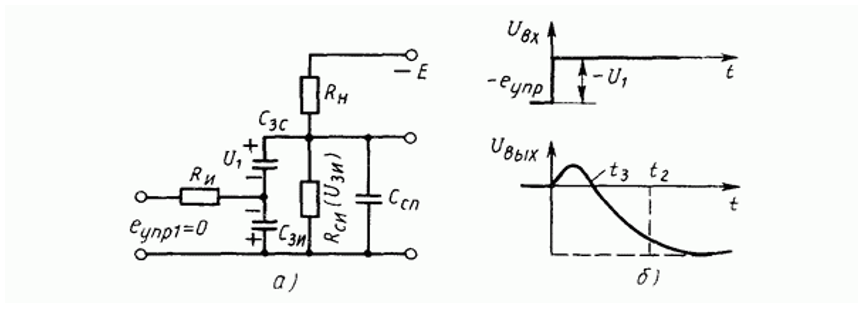
Рис. 4 Еквівалентна схема ключа при подачі замикаючого сигналу (а); діаграма змін напруги при замиканні ключа (б)

В перший момент часу (t=0) напруга Uзи залишається незмінною. В ланцюгі затвора стрибком з’являється струм, обумовлений перезарядкою конденсаторів Cзс,Cзи
Так як конденсатор Cсп розряджений і його заряд не може змінитися миттєво, то вихідна напруга ключа в момент подачі керуючого сигналу залишається практично постійною. По мірі заряду ємності Cсп струмом iзс вихідна напруга зростає і у вихідному сигналі з’являється викид напруги, полярність якої збігається з полярністю відпираючого сигналу (рис.4,б)
По мірі заряду конденсаторів Cзс,Cзи змінюється напруга на затворі і опір каналу збільшується. Це призводить до зменшення до нуля позитивного викиду і в подальшому пониженню вихідної напруги аж до усталеного сигналу. Ємність Cсп значно сповільнює цей процес, так як її заряд відбувається через резистор Rн з постійною часу τ≈Rн Cсп
Як тільки напруга на затворі досягне свого граничного значення (момент часу t2), транзистор закриється. Однак напруги на його електродах  продовжують змінюватись через триваючий заряд конденсаторів Cсп, Cзс. І лише після закінчення їх перезарядки перехідний процес закінчиться і напруга на виході стане усталеною.
Таким чином, перехідні процеси запирання та відпирання транзисторного ключа на польовому транзисторі супроводжуються імпульсами у вхідному ланцюзі. Вони збігаються з полярністю керуючого сигналу, пропорційні йому по величині і затримують момент початку зміни вихідної напруги на час t3 в сторону, визначену полярністю керуючого сигналу. 
Розмах і форма імпульсів залежать як від параметрів польового транзистора, так і від значення та форми керуючої напруги. 
Для зменшення тривалості перехідних процесів необхідно застосовувати транзистори, які мають малу ємність Cзи, Cсп,Cзс, причому ємності Cзи, Cсп грають важливішу роль через великі опори, через які відбувається їх перезарядка. Ємність навантаження, підключеного до виходу, еквівалентна збільшенню ємності Cсп. Тому в швидкодіючих ключах як завантаження доцільно використовувати чисто активні опори.
В ключах на дискретних польових транзисторах тривалість перехідних процесів складає мікросекунди. Інтегральні технології дозволили створити інтегральні ключові схеми з тривалістю перехідних процесів в десятки – сотні нс, які успішно працюють на частотах 3–5 МГц. Це в основному стосується КМОН-ключів, в яких перезарядка ємності навантаження і Cсп відбувається через малі опори каналів транзистора Rси отк.
Для аналогових ключів суттєве значення мають викиди, які проникають в ланцюг комутованих сигналів. Для їх зменшення застосовують різні схемотехнічні прийоми. Наприклад, в схемі рис.5 ключі VT1 VT2 керуються напругами протилежної полярності. Це призводить до появи різнополярних імпульсів, які при ідентичних транзисторах і рівних по модулю керуючих сигналах компенсують один одного. Така компенсація є досить ефективною і широко використовується в аналогових інтегральних ключах і мультиплексорах

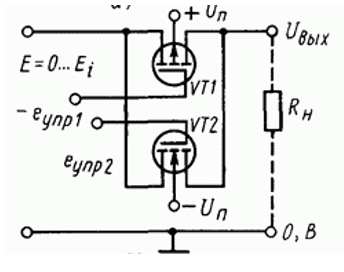
Рис. 5 параметрична компенсація змін опору R за рахунок використання комплементарної пари транзисторів.

## Застосування
Транзисторні ключі використовуються в будь-якому спектрі радіоелектронних пристроїв аналогових і цифрових комутаторах сигналів, системах автоматики і контролю, тощо. 
Мультиплексори

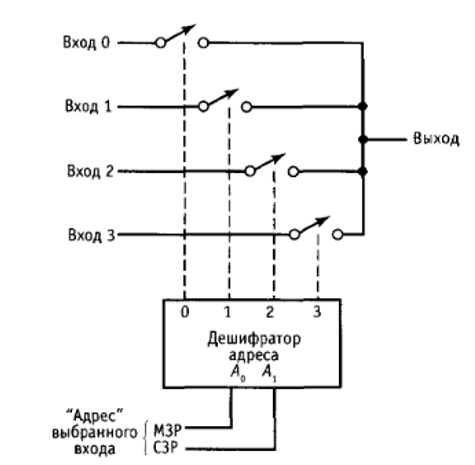
Рис. 6 Аналоговий мультиплексор

Цікавим застосуванням транзисторних ключів є мультиплексори – схеми котрі дозволяють обрати один із декількох входів за вказівкою керуючого цифрового сигналу. Аналоговий сигнал з обраного входу буде прямо проходити на вихід. На рис.6 Показана функціональна схема такого приладу. Кожен із ключів Кл0 до Кл3 це аналоговий КМОН-ключ. «Обираюча логіка» декодує адресу і вмикає тільки адресований ключ, блокуючи інші. Такий мультиплексом зазвичай використовується в комбінації з цифровими схемами, виробляючими адрес. Типова конфігурація може включати в себе блок накопичення даних, в якому декілька вхідних сигналів почергово опитуються, перетворюються в цифрову форму і використовуються як вхідні дані для якихось обчислень.   
Так як аналогові ключі є двонаправленими приладами, аналоговий мультиплексом є одночасно і «демультиплексоросм», тобто сигнал може бути подано на вихід і знято з обраного входу. 

## Недоліки
Швидкодія
По швидкодії ключі на польових зазвичай поступаються місцем ключам на біполярних транзисторах.
Ключ на половому транзисторі має опір у ввімкненому стані від 25 до 250 Ом. В комбінації з ємністю підкладки і паразитними ємностями цей опір утворює фільтр нижніх частот, який обмежує робочі частотти значення близько 10 МГц. Польові транзистори з меншим R_вкл мають більшу ємність тому виграшу в швидкості наростання сигналу вони не дають. 
Ємність
Ключі на польових транзисторах мають наступні ємності: між входом і виходом (Ccі) і між каналом та землею (Cc, Cі).Вони викликають наступні ефекти: 
- Ccі  (ємність вхід-вихід). Наявність цієї ємності приводить до проходження сигналу через розімкнутий ключ, яке на високих частотах зростає. В більшості низькочастотних застосувань ємнісне наскрізне проходження не створює проблем. Якщо вони виникають, найкращим рішенням є використання парів пари каскадно-ввімкнених ключів або, комбінації із послідовного і шунтуючого ключів.
- Cc, Cі (ємності відносно землі). Шунтуюча на землю ємність приводить до спаду частотної характеристики. Ситуація стає ще гіршою при високоомному джерелі сигналів, однак навіть при фіксованому опорі джерела опру ключа R_ввімк в поєднанні з шунтуючою ємністю на виході утворює фільтр нижніх частот.
- Ємність затвор-канал. Ємність між керуючим затвором і каналом викликає ще один ефект, а саме перехідну перешкоду на ланцюг сигналу при замиканні чи розмиканні ключа.

Динамічні перешкоди
Під час перехідних процесів від ввімкненого стану до вимкненого і назад в аналогових ключах на польових транзисторах виникають неприємні ефекти. Скачок керуючого сигналу, поданий на затвор, може створити ємнісну наводку в каналі і викривити комутований сигнал. Найбільш серйозно це проявляється при рівнях сигналу, які відповідають високому опору ключа. Подібні ефекти виникають і в мультиплексорах під час зміни адреси каналу, крім того в мультиплексорі можливі короткочасні з’єднання входів через відкриті ключі, якщо затримка каналу перевищує затримку вмикання.